# Thuật ngữ pháp lý
Thuật ngữ pháp lí  là những thuật ngữ dùng để chỉ về những khái niệm thường dùng trong khoa học pháp lí hoặc các văn bản pháp luật và dùng để chỉ, mô tả một cách khái quát nhất, cô đọng nhất các hiện tượng, nội dung, trạng thái pháp lý. Thuật ngữ pháp lí cốt lõi chính là những định nghĩa, khái niệm về các hiện tượng, sự vật trong hệ quy chiếu pháp luật (xem xét, nghiên cứu dưới góc độ pháp luật).
Thuật ngữ pháp lí có ý nghĩa rất lớn đối với việc nghiên cứu khoa học pháp lí cũng nhưng có ý nghĩa quan trọng trong việc giải thích các quy định của pháp luật. Ở Việt Nam, các văn bản pháp luật thường dành một điều (thường nằm ở chương Quy định chung) để giải thích các thuật ngữ pháp lí (tên gọi của điều thường được đặt là: Giải thích thuật từ ngữ).

## Một số thuật ngữ thông dụng
| - Pháp luật - Luật pháp - Luật - Quy phạm pháp luật - Chế định pháp luật - Ngành luật - Hệ thống pháp luật - Văn bản pháp - Tập quán pháp - Tiền lệ pháp - Tư cách pháp lý - Địa vị pháp lý - Năng lực pháp luật - Cá nhân - Thể nhân - Pháp nhân - Vị thành niên | - Đương sự - Quyền công tố - Quyền tư pháp - Tố tụng - Tài phán - Hòa giải - Sở hữu - Chiến hữu - Sử dụng - Lập pháp - Hành pháp - Tư pháp - Công pháp - Xung đột pháp luật - Luật học so sánh - Thông luật - Hệ thống luật dân sự | - Dân sự - Hình sự - Tài phán Tư pháp - Bản án - Trát - Thám hiểm câu cá - Án lệnh - Lý lịch Tư pháp - Công pháp quốc tế - Tư pháp quốc tế - Nội thủy - Lãnh hải - Vùng đặc quyền kinh tế - Luật quốc tế - Tội phạm - Hình phạt - Truy tố - Xét xử | - Bào chữa - Buộc tội - Bồi thẩm đoàn - Phán quyết - Sơ thẩm - Tái thẩm - Phúc thẩm - Giám đốc thẩm - Phá án - Kháng án - Kháng cáo - Kháng nghị - Bất khả kháng - Phòng vệ chính đáng - Tình thế cấp thiết - Nhân thân - Khoan hồng - Đặc xá - Đại xá |